# 基里伊夫卡 (索斯尼齊亞區)
51°36′18″N 32°34′42″E / 51.60500°N 32.57833°E
基里伊夫卡（烏克蘭語：Киріївка）是位於烏克蘭北部切爾尼希夫州裏科留基夫卡區的村莊，始建於1600年，面積1.79平方公里，海拔高度132米，2006年人口558，人口密度每平方公里311.7人。